# Alexander Hall (narciarz)
Alexander Hall (ur. 21 września 1998 w Fairbanks) – amerykański narciarz dowolny, specjalizujący się w slopestyle’u i big air.
W zawodach Pucharu Świata zadebiutował 28 sierpnia 2015 roku w Cardronie, zajmując 22. miejsce w slopestyle’u. Tym samym już w swoim debiucie wywalczył pierwsze pucharowe punkty. Na podium zawodów tego cyklu po raz pierwszy stanął 3 marca 2018 roku w Silvaplanie, wygrywając slopestyle’a. W zawodach tych wyprzedził Andriego Ragettliego ze Szwajcarii i Norwega Ferdinanda Dahla. W sezonie 2021/2022 zajął trzecie miejsce w klasyfikacji generalnej OPP, a w klasyfikacji big air był drugi. Ponadto w sezonie 2019/2020 także zajął drugie miejsce w klasyfikacji big air.
W 2017 roku wystartował na mistrzostwach świata w Sierra Nevada, zajmując dziewiąte miejsce w slopestyle’u. W 2018 roku wystartował na igrzyskach olimpijskich w Pjongczangu, gdzie był szesnasty w tej konkurencji. Rok później na mistrzostwach świata w Park City zajął czwartą pozycję w big airze. W styczniu 2019 roku, podczas zawodów X-Games rozgrywanych w amerykańskim Aspen, zdobył złoty medal w konkursie slopestyle’u. Dwa lata później podczas Winter X Games 25 był trzeci w big air. W marcu 2021 roku zdobył brązowy medal podczas mistrzostw świata w Aspen. Podczas igrzysk olimpijskich w Pekinie w 2022 roku wywalczył złoty medal w slopestyle’u. Był tam także ósmy w big air.

## Osiągnięcia

### Igrzyska olimpijskie
| Miejsce | Dzień     | Rok  | Miejscowość | Konkurencja | Zwycięzca      |
| ------- | --------- | ---- | ----------- | ----------- | -------------- |
| 16.     | 18 lutego | 2018 | Pjongczang  | Slopestyle  | Øystein Bråten |
| 8.      | 9 lutego  | 2022 | Pekin       | Big air     | Birk Ruud      |
| 1.      | 16 lutego | 2022 | Pekin       | Slopestyle  | –              |

### Mistrzostwa świata
| Miejsce | Dzień    | Rok  | Miejscowość   | Konkurencja | Zwycięzca        |
| ------- | -------- | ---- | ------------- | ----------- | ---------------- |
| 9.      | 19 marca | 2017 | Sierra Nevada | Slopestyle  | McRae Williams   |
| 4.      | 2 lutego | 2019 | Park City     | Big Air     | Fabian Bösch     |
| 36.     | 6 lutego | 2019 | Park City     | Slopestyle  | James Woods      |
| 3.      | 13 marca | 2021 | Aspen         | Slopestyle  | Andri Ragettli   |
| 7.      | 16 marca | 2021 | Aspen         | Bir Air     | Oliwer Magnusson |
| 3.      | 21 marca | 2025 | Engadyna      | Slopestyle  | Birk Ruud        |
| 6.      | 29 marca | 2025 | Engadyna      | Big Air     | Luca Harrington  |

### Puchar Świata

#### Miejsca w klasyfikacji generalnej
- sezon 2015/2016: 185.
- sezon 2016/2017: 116.
- sezon 2017/2018: 39.
- sezon 2018/2019: 31.
- sezon 2019/2020: 11.

Od sezonu 2020/2021 klasyfikacja generalna została zastąpiona przez klasyfikację Park & Pipe (OPP), łączącą slopestyle, halfpipe oraz big air.
- sezon 2020/2021: 7.
- sezon 2021/2022: 3.
- sezon 2022/2023: 8.
- sezon 2023/2024: 2.
- sezon 2024/2025: 6.

#### Miejsca na podium w zawodach
1. Silvaplana – 3 marca 2018 (slopestyle) – 1. miejsce
2. Modena – 4 listopada 2018 (big air) – 2. miejsce
3. Font-Romeu – 12 stycznia 2019 (slopestyle) – 1. miejsce
4. Modena – 3 listopada 2019 (big air) – 1. miejsce
5. Atlanta – 21 grudnia 2019 (big air) – 1. miejsce
6. Silvaplana – 27 marca 2021 (slopestyle) – 3. miejsce
7. Steamboat Springs – 4 grudnia 2021 (big air) – 2. miejsce
8. Mammoth Mountain – 9 stycznia 2022 (slopestyle) – 1. miejsce
9. Laax – 22 stycznia 2023 (slopestyle) – 2. miejsce
10. Stubai – 23 listopada 2023 (slopestyle) – 3. miejsce
11. Pekin – 2 grudnia 2023 (big air) – 1. miejsce
12. Mammoth Mountain – 3 lutego 2024 (slopestyle) – 1. miejsce
13. Tignes – 15 marca 2024 (big air) – 1. miejsce
14. Laax – 17 stycznia 2025 (slopestyle) – 3. miejsce
15. Aspen – 1 lutego 2025 (slopestyle) – 1. miejsce
16. Tignes – 14 marca 2025 (slopestyle) – 1. miejsce